# Manon Lanza
Manon Lanza, née en 1993 à Lille, est une sportive et entrepreneuse française.
À travers diverses activités, elle met en valeur la pratique sportive des femmes.

## Biographie

### Origines
Née en 1993 à Lille, elle grandit aux environs de Lille.

### Études et parcours professionnel
Après une licence de journalisme et des études de direction artistique en école de commerce à Lille, elle fait un stage chez Volcom à Anglet, puis devient graphiste chez Quiksilver.
En 2015, elle cofonde avec Frédéric Lecoq le site Allons Rider, qu'elle avait initialement lancé sous forme d'une page Facebook. Le site, dont elle est directrice artistique, est dédié à la mise en lumière des femmes inspirantes dans les sports de glisse. Son compte Instagram Allons rider, suivi par près de 200 000 personnes début 2023, la conduit à signer des partenariats avec plusieurs marques.
En 2021, elle partage son expertise en marketing personnel avec douze sportives de haut niveau, pendant la deuxième édition de L'Académie des sportives à Font-Romeu.
En août 2024, elle devient présentatrice des JO de Paris sur la chaîne numérique de france.tv.

### Carrière sportive
Elle commence le motocross à l'âge de 6 ans.
En 2022, elle est l'une des trois femmes engagées dans le GP Explorer, dans l'écurie Alpine. Elle se qualifie à la dixième place et termine huitième de la course.
En 2023, elle participe à la seconde édition du GP Explorer, de nouveau dans l'écurie Alpine. Qualifiée en onzième position sur la grille de départ, elle abandonne au deuxième tour à cause d'une collision avec Maxime Biaggi dans le neuvième virage du circuit (Garage bleu),. Atteinte d'un choc thoracique et d'une hernie cervicale, elle subit une vague de cyberharcèlement à caractère sexiste et haineux à son encontre à la suite de l'accident de course,.
En août 2024, elle devient présentatrice des JO de Paris sur la chaîne numérique de france.tv.

## Publication
Elle publie en 2021 le livre Le Skate vu par une passionnée, aux Éditions Michel Lafon, pour encourager les femmes à pratiquer le skateboard. 
- Manon Lanza (ill. Juliette Bechu, photogr. Douglas McWall, Jo Savage, Jake Nackos), Le skate vu par une passionnée, 3 juin 2021, 137 p. (ISBN 978-2-7499-4418-0, EAN 9782749944180)